# Lipotriches cyanella
Lipotriches cyanella är en biart som först beskrevs av Cockerell 1913.  Lipotriches cyanella ingår i släktet Lipotriches och familjen vägbin. Inga underarter finns listade i Catalogue of Life.